# Петер Герда
Петер Герда (словац. Peter Herda, 25 листопада 1956, Яцовце) — чехословацький футболіст, нападник.

## Клубна кар'єра
Розпочав грати у футбол в клубі «Іскра» (Партизанське), з якої у 1974 році 18-річним юнаком перейшов до празької «Славії», де вже грав його старший брат Душан Герда. Перший гол забив у ворота «Кошиць» (2:6) 8 листопада 1974 року, а 31 жовтня 1981 року відзначився дебютним хет-триком у грі чемпіонату проти «Вітковіце» (6:1). Петер провів у столичній команді дев'ять сезонів, зігравши 223 матчі за «Славію». У сезоні 1981/82 разом з Ладиславом Візеком (з празької «Дукли») став найкращим бомбардиром чемпіонату Чехословаччини з 15 голами.
У сезоні 1983/84 виступав за братиславський «Слован», а потім три сезони грав за «Руду гвезду» (Хеб), у складі якої забив свій сотий гол у чемпіонаті Чехословаччини — 3 травня 1986 року проти «Вітковіце» (2:0).
В сезоні 1987/88 виступав за «Шарлеруа» в бельгійській вищій лізі, а завершив кар'єру у французькому клубі «Бурж» з третього дивізіону.

## Виступи за збірну
23 квітня 1986 року Герда провів свій єдиний матч у складі національної збірної Чехословаччини, зігравши перший тайм в товариській грі в Нітрі проти НДР (2:0). Також він виступав в олімпійській (10 матчів) і в молодіжній команді, де грав у квоті дозволених двох гравців старше 21 року, провівши рекордні для збірної 37 матчів.

## Особисте життя
По завершенні кар'єри Герда став таксистом, працював у Празі.
Його старший брат Душан Герда також був футболістом, грав за збірну Чехословаччини, з якою виграв чемпіонат Європи 1976 року. А син Петара, Філіп Герда, також був футболістом і грав за празьку «Славію».

## Досягнення
- Найкращий бомбардир чемпіонату Чехословаччини: 1981/82 (15 голів)